# Bom Jesus do Itabapoana
Pour les articles homonymes, voir Bom Jesus.
Bom Jesus do Itabapoana est une ville de l'État de Rio de Janeiro au Brésil. La ville comptait 35 411 habitants en 2010 et sa superficie est de 598,4 km2.

## Maires
| Période | Période | Identité                        | Étiquette | Qualité |
| ------- | ------- | ------------------------------- | --------- | ------- |
| 2009    | 2012    | Maria das Graças Ferreira Motta | PMDB      |         |